# Scheffelbrücke

Scheffelbrücke

Die Scheffelbrücke ist eine etwa 20 Meter lange Straßenbrücke über die Radolfzeller Aach in der baden-württembergischen Stadt Singen am Hohentwiel.
Sie wurde während der Inflationszeit 1923 gebaut und kostete laut Inschrift 1.520.940.901.926.024 (ca. eineinhalb Billiarden) Mark. Sie wird als die teuerste Brücke der Welt bezeichnet.
Die Brücke ist benannt nach dem Schriftsteller Joseph Victor von Scheffel, dessen Roman „Ekkehard“ auf dem Singener Hausberg Hohentwiel spielt.
Über die Scheffelbrücke verläuft die Bundesstraße 34 im Zuge der Schaffhauser Straße, sie ist damit eine der wichtigsten Zufahrten zur Singener Innenstadt. Die Brücke hat zwei Fahrspuren und stadtauswärts gesehen auf der linken Seite einen Geh- und Radweg.

Im Jahre 2004 wurde direkt nördlich neben der Scheffelbrücke ein Steg mit einem weiteren Geh- und Radweg in Stahlbetonbauweise errichtet.